# Thomas Schwall
Thomas Schwall, auch Tommy Schwall, (* 13. August 1983 in Steamboat Springs) ist ein ehemaliger US-amerikanischer Skispringer.

## Werdegang
Schwall, der ab 1988 aktiv Skispringen betrieb, wurde 2000 ins Nationalteam der Vereinigten Staaten aufgenommen. Am 26. Februar 2000 gab er sein Weltcup-Debüt in der Saison 1999/2000 in Iron Mountain. Dort belegte er am Ende jedoch nur den 60. Platz. Nach einem weiteren 61. Platz in Iron Mountain und einem 55. Platz in Park City wurde er ins Continental-Cup-Team aufgenommen und aus dem A-Kader gestrichen. Am 12. Januar 2002 erreichte er auf der Ōkurayama-Schanze in Sapporo den 14. Platz und erreichte damit seine ersten Continental-Cup-Punkte. Am folgenden Wettkampftag erreichte er auf derselben Schanze den vierten Platz. Seinen ersten Continental-Cup-Sieg erreichte er am 26. Januar 2002 in Westby. Beim zweiten Springen am 27. Februar wurde er hinter Hans Petrat Zweiter. Aufgrund dieser guten Leistungen wurde er in die Auswahl für die Olympischen Winterspiele 2002 in Salt Lake City aufgenommen. Dort verpasste er jedoch im Einzel von der Großschanze die Qualifikation für den Wettbewerb. Mit dem Team erreichte er gemeinsam mit Brian Welch, Clint Jones und Alan Alborn den elften Platz. Am 9. März 2002 wurde er bei der Skiflug-Weltmeisterschaft 2002 auf der Čerťák-Skiflugschanze in Harrachov 39.
Beim Continental Cup in Ishpeming am 2. März 2003 sowie beim Sommer-Continental-Cup am 20. Juli 2003 in Calgary belegte er den sechsten Platz. Am 26. Juli 2003 wurde er in Salt Lake City Fünfter. Am 14. August 2003 belegte beim Grand-Prix-Springen in Courchevel den 17. Rang und holte damit die einzigen Grand-Prix-Punkte in seiner Karriere. Bei der Skiflug-Weltmeisterschaft 2004 in Planica wurde er 45. im Einzel. Beim COC-Springen am 23. Juli 2004 in Park City erreichte er als Sechster erneut die Top Ten. Bei den US-Meisterschaften in Steamboat Springs gewann er am 21. und 22. Januar 2006 die Bronze-Medaille hinter Todd Lodwick und Clint Jones. Bei den Olympischen Winterspielen 2006 wurde er beim Teamspringen in Pragelato mit der Mannschaft 14., während er in beiden Einzelspringen von der Normalschanze und der Großschanze jeweils in der Qualifikation scheiterte. Die Olympischen Winterspiele waren zugleich auch seine letzten internationalen Wettbewerbe.

## Erfolge

### Continental-Cup-Siege im Einzel
| Nr. | Datum           | Ort    | Typ         |
| --- | --------------- | ------ | ----------- |
| 1.  | 26. Januar 2002 | Westby | Großschanze |

## Statistik

### Grand-Prix-Platzierungen
| Saison | Platz | Punkte |
| ------ | ----- | ------ |
| 2003   | 41.   | 14     |